# Konsulat Generalny RP w Kalkucie
Konsulat Generalny Rzeczypospolitej Polskiej w Kalkucie (ang. Consulate General of the Republic of Poland in Calcutta) – misja konsularna Rzeczypospolitej Polskiej istniejąca od 1960 do 1993 w Kalkucie w Republice Indii.

## Kierownicy Konsulatu
- ok. 1991–1993 – Zbigniew Rejman[3]